# Geniceris tibetensis
Geniceris tibetensis är en stekelart som beskrevs av Wang 2001. Geniceris tibetensis ingår i släktet Geniceris och familjen brokparasitsteklar. Inga underarter finns listade i Catalogue of Life.